# Ryōtarō Shiba
Ryōtarō Shiba, nato Teiichi Fukuda (Osaka, 7 agosto 1923 – 12 febbraio 1996), è stato uno scrittore giapponese, più noto per i suoi romanzi su eventi storici nel suo paese e nel Nord-est asiatico, e i suoi saggi storico culturali relativi al Giappone e al suo rapporto con il resto del mondo. Le sue opere hanno venduto centottanta milioni di copie.

## Biografia
Shiba studiò il mongolo alla Scuola di Lingue Straniere di Osaka (ora Università di Osaka degli Studi Esteri) ed ha iniziato la sua carriera come giornalista con il Sankei Shimbun, uno dei grandi giornali del Giappone. È stato un prolifico autore che spesso ha scritto opere circa il drammatico cambiamento del suo paese nel corso dei secoli. La sua opera più monumentale include Kunitori Monogatari, Ryoma ga Yuku, Moeyo Ken, e Saka ue Kumo.
Ha scritto anche numerosi saggi che sono stati pubblicati in raccolte, uno dei quali è un vero e proprio diario di lavoro per i suoi viaggi in Giappone e in tutto il mondo. Shiba è largamente apprezzato per l'originalità della sua analisi di eventi storici, e molte persone in Giappone hanno letto almeno una delle sue opere. Molti degli scritti di Shiba sono stati tradotti in inglese, comprese le sue biografie di Kūkai (Kukai: Scene della sua vita, 2003) e Tokugawa Yoshinobu (L'ultimo Shogun: La vita di Tokugawa Yoshinobu, 2004), così come The Tatar Whirlwind: A Novel of Seventeenth-Century East Asia.
È morto il 12 febbraio 1996.